# František Kunzo
František Kunzo (ur. 17 września 1954 w Spišským Hrušovie) – słowacki piłkarz występujący na pozycji obrońcy.

## Kariera klubowa
W swojej karierze Kunzo reprezentował barwy zespołów FK Spišská Nová Ves, FK Dukla Bańska Bystrzyca oraz FC Lokomotíva Košice.

## Kariera reprezentacyjna
W 1980 roku Kunzo zdobył złoty medal na Letnich Igrzyskach Olimpijskich. W reprezentacji Czechosłowacji nie rozegrał żadnego spotkania.